# Eckelt Glas
Die vandaglas Eckelt GmbH mit Sitz in Steyr ist ein Flachglasveredelungsbetrieb in Österreich. Das Unternehmen hat sich vom Isolierglaserzeuger zum Produzenten für Architekturprojekte mit besonderen technischen Anforderungen entwickelt.
In Österreich verwurzelt und international verzweigt ist vandaglas Eckelt Spezialist für komplexe und logistisch anspruchsvolle Fassadenprojekte in XL Abmessungen bis 8 × 3,3 m rund um den Globus. In seiner 100-jährigen Firmengeschichte wurden architektonische Highlights in über 50 Ländern realisiert: Global und regional wurden beispielsweise der DC Tower in Wien, das Ars Electronica Center in Linz, die BMW Welt in München, die Bergstation auf der Zugspitze, neue Acropolis Museum in Athen, der begehbare Boden am Eiffelturm in Paris und auch der symbolträchtige Bahnhof am Ground Zero in New York.
Exportmärkte sind vor allem Amerika, Großbritannien, Deutschland und Ostasien.

## Geschichte
August Eckelt legte 1923 mit der Eröffnung eines Glasbetriebes in Steyr den Grundstein für das Unternehmen, Josef Eckelt hat das Unternehmen, das sein Vater gegründet hat, übernommen (er ist 2020 gestorben). 1956 erfolgten die Patenterteilung zur Herstellung von Isolierglas und die Aufnahme der Isolierglasproduktion. In den 1970er Jahren wurden die Betriebsanlagen erweitert. Die Produktion von vertikalem Einscheibensicherheitsglas begann. 1978 kam es zur Übernahme der Firma Stiassny in Wien. Der Ausbau der Produktionshallen sowie die Modernisierung der Anlagen folgten.
In den 1980er Jahren wurde die strategische Ausrichtung auf das Projektgeschäft verstärkt. Die Emailglas und Siebdruck-Produktion wurden weiterentwickelt. Zur Produktion von Einscheiben-Sicherheitsglas wurde 1982 eine horizontale Tamglas-Anlage in Betrieb genommen.
1985 wurde erstmals in Europa eine großflächige Glasfassade mit Siebbedruckung für das Wiener Projekt Oktoneum realisiert, heute Sitz des Ministeriums für Gesundheit, Familie und Jugend. Rund 30.000 m2 Glas wurden hier verarbeitet, das Oktoneum wurde mit 3-Scheiben-Isolierglas ausgestattet. 1986 wurde eine Verbundsicherheitsglas-Anlage installiert und eine Emailleglas-Gießanlage für vollflächige Bedruckung angeschafft.
1989 übernahm die in Paris ansässige Saint-Gobain die Gesellschaftsanteile des österreichischen Marktführers. 1992 wurde die im Projektgeschäft etablierte Wiener Großglaserei Fritsch Stiassny Glas GmbH von Eckelt übernommen.
Seit Juli 2022 ist Eckelt Teil der erfolgreichen und unabhängigen vandaglas Gruppe. Die vandaglas Gruppe ist Teil der, 2017 von Dr. Axel Geuer gegründeten, Aequita Gruppe. vandaglas ist ein professionelles Netzwerk unabhängiger, industrieller Glasveredelungsbetriebe, die auf die Verarbeitung und den Handel hochwertiger Isolier-, Einscheibensicherheits- und Verbundsicherheitsgläser spezialisiert sind. Das vandaglas Expertennetzwerk wächst stetig und umfasst heute Glasverarbeitungsbetriebe in den Niederlanden, Deutschland, England, Österreich und der Schweiz. Die vandaglas Gruppe beschäftigt rund 900 Mitarbeiter an 15 Standorten in Europa.

## Projekte
- BMW Welt München: Isolierglas-Elemente in unterschiedlichen Formen und Kombinationen. Architektur: Coop Himmelb(l)au
- New Acropolis Museum: Extraweißes Floatglas für hohe Transparenz in teilweise selbsttragender Konstruktion. Konzipiert für hohe Windbelastung und geprüft auf Erdbebensicherheit für bis zu 6.5 auf der Richter-Skala. Architektur: Bernhard Tschumi
- Prada Boutique Aoyama Tokyo: Rahmenlose, modellierte, sphärisch gebogene Glaselemente. Architekten: Herzog & de Meuron
- Lentos Kunstmuseum Linz: Partiell aufgebrachte witterungsbeständige Chromspiegelbeschichtung auf 1.200 Scheiben. Architektur: Weber + Hofer
- 30 St. Mary Axe (SwissRE Headquarters): Isolierglas für Wärmedämmung in Sonderformaten. Architektur: Foster and Partners

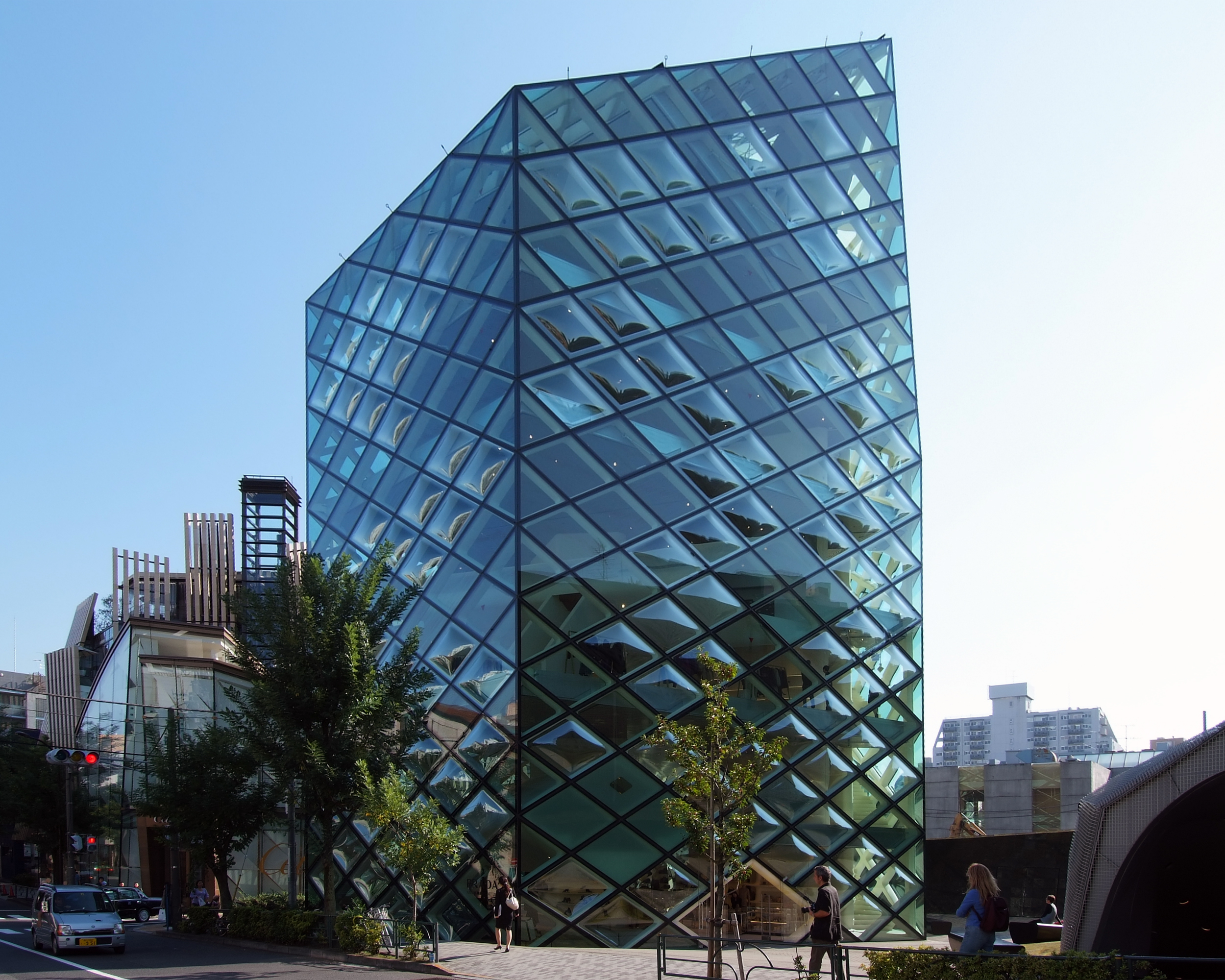
Prada Aoyama Epicenter, Tokio, 2001–2003
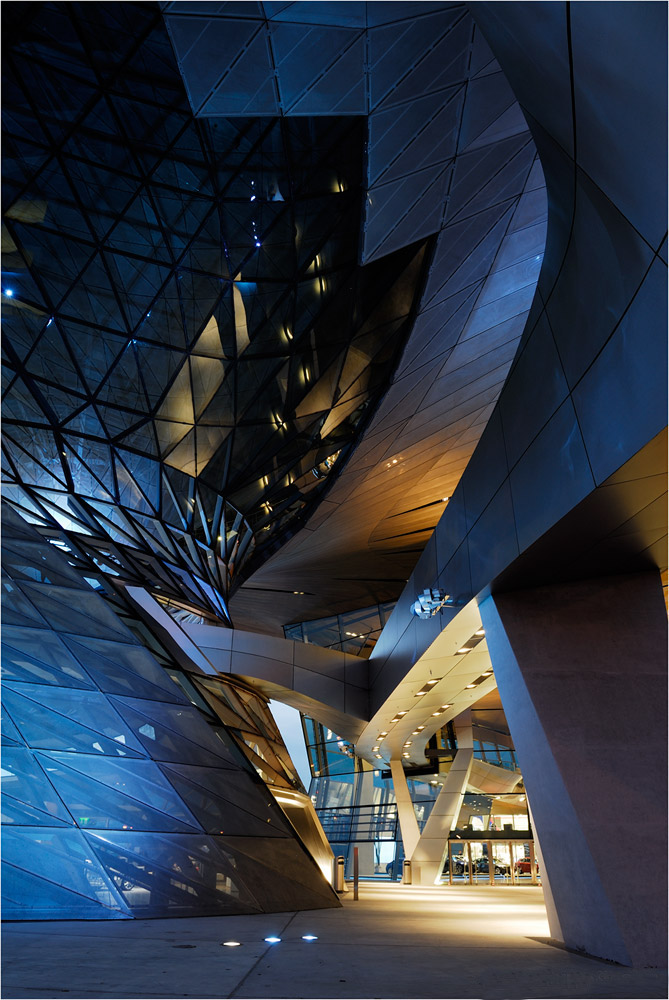
BMW Welt München
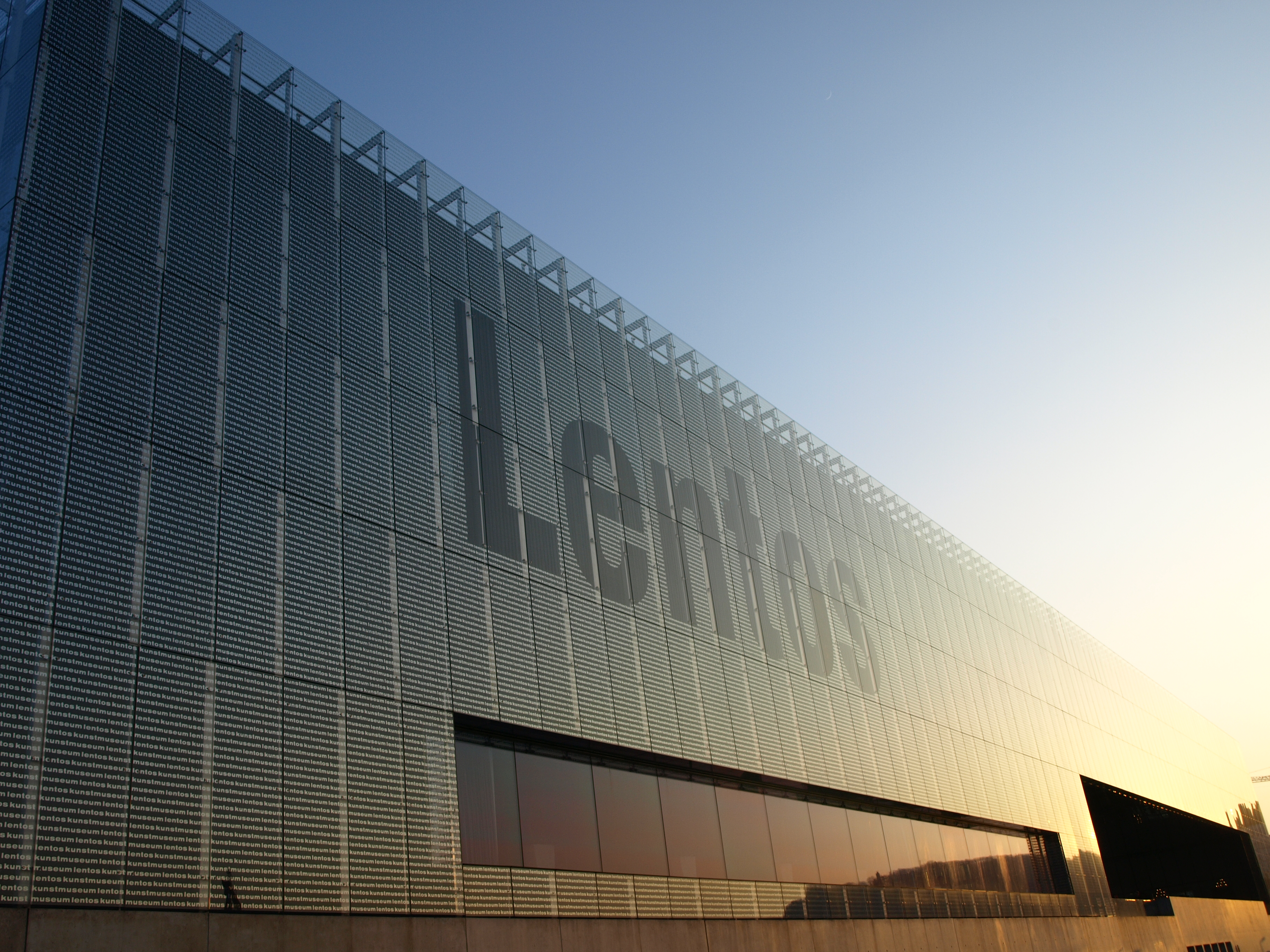
Das Lentos Kunstmuseum Linz von der Donauseite aus gesehen.
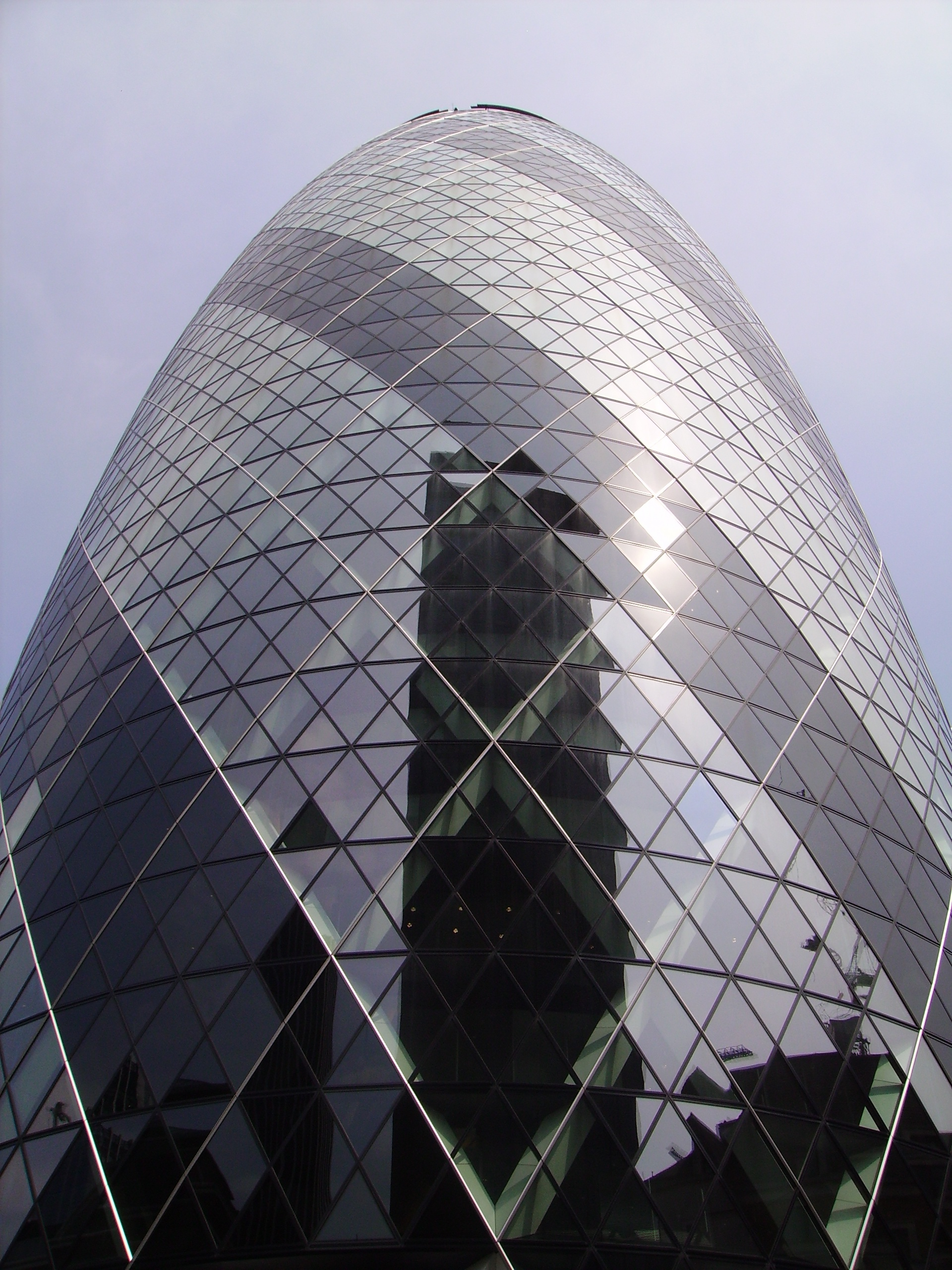
Der Swiss Re Tower vom Eingang aus gesehen